# Hermann List
Hermann List (* 21. Januar 1904 in Ostdorf; † 28. Januar 1987 in Laichingen) war ein deutscher Journalist und Schriftsteller.

## Leben
Lists Vater war evangelischer Pfarrer. Er selbst besuchte die evangelisch-theologischen Seminare in Schönthal und Urach, bevor er von 1922 bis 1926 Germanistik, Geschichte und Altphilologie in Tübingen und München studierte. 1926 wurde er von Erich Schairer als Redakteur an die Heilbronner Sonntags-Zeitung geholt. Von Frühjahr 1931 bis August 1932 leitete er die Zeitung, bevor er eine eigene Zeitung unter dem Titel Kamera ins Leben rief, die bis 1933 aber nur in wenigen Ausgaben erscheinen konnte. Von 1933 bis 1937 kehrte er zur Sonntags-Zeitung zurück, für die er unter dem Pseudonym „Tom“ schrieb. 1940 wurde er als Soldat einberufen und war von 1941 bis 1945 an der Ostfront eingesetzt.
Nach Kriegsende unterrichtete List am Gymnasium in Korntal, von 1949 bis 1956 war er daneben freier Mitarbeiter der Stuttgarter Zeitung und erhielt eine eigene Kolumne („Meine Meinung“). Von 1954 bis 1982 war List auch freier Mitarbeiter der Eislinger Zeitung, auch hier hatte er eine eigene Kolumne („Wie steht's?“). List wohnte in Leonberg-Silberberg, wo er auch in der Württembergischen Landeskirche aktiv war. 1980 verlegte er seinen Wohnort nach Laichingen.

## Veröffentlichungen (Auswahl)
- Tomas und Meister Gutenberg. Eine Geschichte um Johannes Gutenberg, den Erfinder der Buchdruckerkunst, der Jugend erzählt. Gundert, Stuttgart 1937.
- In Mailand als Leonardos Gesell. Gundert, Stuttgart 1938.
- (Hrsg.): Kleine Geschichten aus Frankreich. Klett, Stuttgart 1940.
- (Hrsg.): Kleine Geschichten aus England. Klett, Stuttgart o. J.
- Deutsch für Deutsche. Eine kleine Grammatik. Turmhausverlag, Stuttgart 1949.